# Назаров Ібрагім (партійний діяч)
Ібрагім Назаров (1910, місто Ходжент, тепер Худжанд, Таджикистан — ?) — радянський таджицький державний діяч, 1-й секретар Кулябського обласного комітету КП(б) Таджикистану. Депутат Верховної ради Таджицької РСР 2-го скликання.

## Життєпис
Народився в родині ремісника.
У 1933—1940 роках — дільничний агроном, старший агроном Науської машинно-тракторної станції (МТС).
Член ВКП(б) з 1940 року.
У 1940—1944 роках — завідувач сільськогосподарського відділу Кулябського обласного комітету КП(б) Таджикистану.
У 1944—1947 роках — 2-й секретар Кулябського обласного комітету КП(б) Таджикистану.
У 1947—1948 роках — 1-й секретар Кулябського обласного комітету КП(б) Таджикистану.
У 1948—1951 роках — секретар Сталінабадського обласного комітету КП(б) Таджикистану.
У 1951—1954 роках — слухач Вищої партійної школи при ЦК КПРС у Москві.
У 1954—1956 роках — заступник міністра сільського господарства Таджицької РСР.
У 1957—1959 роках — заступник начальника управління хлібопродуктів при Раді народного господарства Таджицької РСР.
У 1959—1961 роках — заступник начальника управління м'ясо-молочної промисловості при Раді народного господарства Таджицької РСР.
У 1961—1975 роках — директором агровинпрому «Шахрінау» Гіссарського район Таджицької РСР.
Подальша доля невідома.

## Нагороди та звання
- орден Жовтневої Революції
- орден Вітчизняної війни І ст.
- орден Трудового Червоного Прапора
- три ордени «Знак Пошани»
- дві медалі
- Почесна грамота Президії Верховної ради Таджицької РСР